# Erich Mendelsohn
Erich Mendelsohn (tyska: [ˈeːʁɪç ˈmɛndl̩ˌzoːn]

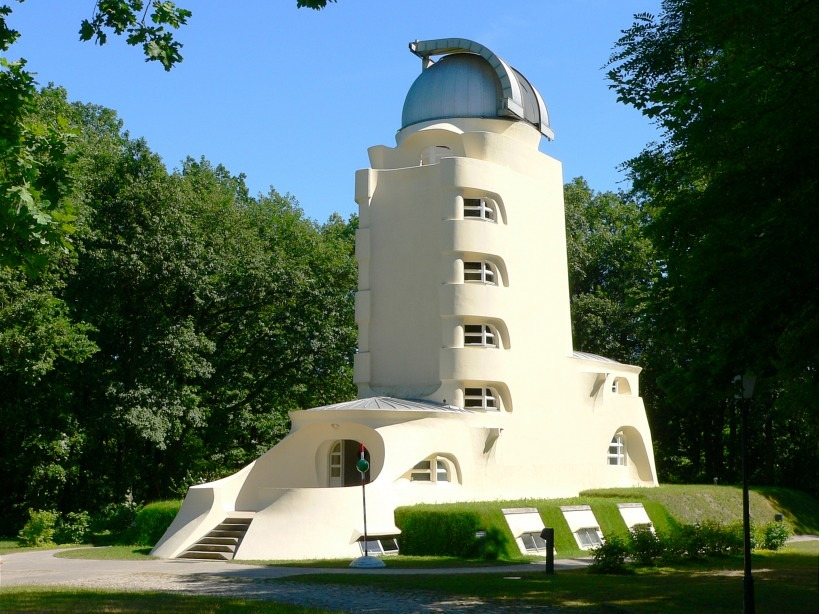
Einsteinturm i Potsdam

 ( lyssna)), född 21 mars 1887 i Allenstein i Ostpreussen, död 15 september 1953 i San Francisco, USA, var en tysk arkitekt som företrädde expressionismen inom arkitekturen.

## Biografi
Mendelsohn var verksam i Berlin till 1933, därefter i England och Brittiska Palestinamandatet, och från 1941 i USA. Han var en högst personlig företrädare för den moderna arkitekturen under dess genombrottsår. Med stark fantasi och uttrycksvilja utnyttjade han de nya byggnadsmaterialens möjligheter och skapade en dynamisk arkitektur med skulptural verkan, till exempel ett av hans mest kända verk Einsteinturm i Potsdam, byggt 1920–1921.
En sobert elegant form utmärker hans arbeten efter emigrationen, till exempel sjukhus i Israel, där han haft stor betydelse för den moderna arkitekturen, samt synagogor i USA.